# Ukyō-ku
Ukyō (右京区, Ukyō-ku) est un des onze arrondissements de la ville de Kyoto, dans la préfecture de Kyoto au Japon. Le mot Ukyō (右京, « capitale de droite »), par opposition à Sakyō (左京, « capitale de gauche »), fait référence à la moitié occidentale de l'ancienne capitale Heian-kyō (Kyoto) — le palais Heian faisait face au sud, donc l'ouest était à droite. La zone de l'ancien Ukyō se superposait légèrement à la zone de l'actuel Ukyō-ku.
L'arrondissement d'Ukyō-ku réunit de nombreux sites renommés, dont :
- Arashiyama, colline célèbre pour ses érables et le Togetsu-kyō, le pont vers la Lune ;
- Ninna-ji, temple bouddhiste avec une belle pagode ;
- Ryōan-ji, temple bouddhiste zen pourvu d'un karesansui (jardin sec, c'est-à-dire de pierres ratissées) ;
- Sagano, quartier avec de nombreux temples, dont le Nonomiya-jinja ainsi que le Rakushi-sha, la cabane Persimmon effondrée ;
- Uzumasa, emplacement du Kōryū-ji, temple fondé avant que Kyoto ne devienne la capitale impériale. le quartier abrite aussi les studios Uzumasa Eigamura de la Tōei et le centre de l'industrie japonaise du cinéma et de la télévision.

Le 1er avril 2005, l'arrondissement étend son territoire vers la zone de l'ancien bourg de Keihoku lorsque le village fusionne avec la ville de Kyoto. Cela fait passer le territoire de 74,27 km2 à 291,95 km2.
Au 1er février 2012, la population de l'arrondissement est de 203 037 habitants avec 91 707 foyers et une densité de 695,45 personnes par km2.